# روتوسکپی

روتوسکپی (به انگلیسی: Rotoscopy) فرایندی است که در ساخت پویانمایی، به وسیله ترسیم تصاویر از روی فیلم واقعی استفاده می‌شود.

## تاریخچه
روش روتوسکوپی برای نخستین‌بار در سال ۱۹۱۵ توسط مکس فلایشر در مجموعه تلویزیونی Out of the Inkwell با هدف دستیابی به یک جنبش واقع‌بینانه در یک زمان کوتاه تر مورد استفاده قرار گرفت. این روش بعدها برای شخصیت‌های واقعی و انسانی به ویژه هنگامی که حرکات بسیار پیچیده ای مانند صحنه‌های رقص نیاز بود مورد استفاده قرار گرفت.
از هنرمندان تأثیرگذار در این زمینه می‌توان از کب کلووی نام برد.

از آغاز دهه ۱۹۹۰ (میلادی) کشیدن دوباره تصویر، چه در برنامه های مبتنی بر پیکسل با دست و چه به صورت نیمه اتوماتیک از طریق بردار سازی (مانند دو فیلم مربوط به ریچارد لینکلاتر) با رایانه انجام شد. برخلاف ضبط حرکت، روتوسکوپی یک فرایند دو بعدی است. مشکلی که در فناوری پویانمایی وجود دارد این است که گرچه داده‌های زمینه‌ای به وضوح از مبدأ طبیعی برخوردار هستند اما پذیرش عاطفی حرکات ایجاد شده با روتوسکوپی از سطح مشخصی از جزئیات کاهش می‌یابد. این روش را می‌توان دره وهمی نیز نامید.

## کاربرد
از روتوسکوپی برای تصحیح خطا استفاده نیز می‌شود.
علاوه بر این، هم‌اکنون از روتوسکوپی به طور گسترده در ترکیب جلوه‌های بصری نیز استفاده می‌شود. امروزه از آن به عنوان گزینه جایگزین برای فناوری کروما کی (صفحه نمایش معمولاً سبز یا آبی) استفاده می‌شود تا از تنظیم مجدد شرایط روشنایی در استودیو جلوگیری شود و فیلم‌برداری صحنه‌هایی مانند حرکت شدید دوربین آسان باشد.
روتوسکوپی همچنان در جلوه‌های بصری بیشتر فیلم‌های بلند استفاده می‌شود.